# Манифест 20 февраля 1906 года
Высоча́йший Манифе́ст о преобразова́нии Госуда́рственного сове́та — законодательный акт верховной власти Российской империи, обнародованный 20 февраля (5 марта) 1906. Манифест фактически преобразовывал Государственный совет Российской империи в подобие верхней палаты парламента и определял порядок взаимодействия между двумя высшими законодательными органами империи — вновь образованной Государственной думой и Государственным советом.
6 августа 1905 года Император Николай II издал Манифест о создании и порядке формирования одной из палат парламента — Государственной Думы. Второй палатой стал Государственный совет Российской империи. Изначально дума должна была выполнять только законосовещательную функцию, но затем был подписан новый Манифест, который утвердил, что «никакой закон не мог восприять силу без одобрения Государственной думы».